# Cardiocondyla monardi
Cardiocondyla monardi é uma espécie de formiga do gênero Cardiocondyla, pertencente à subfamília Myrmicinae.